# Козюлин, Сергей Александрович
Сергей Александрович Козюлин ( 2 августа 1980, Тараз) — казахстанский футболист, защитник. После игровой карьеры начнет работать тренером.

## Карьера

### Клубная
Сергей Козюлин начал свою карьеру в своём родном городе в футбольном клубе «Тараз». Отыграв там два сезона и выиграв один чемпионат Казахстана, он переходит в шымкентский «Синтез», который в тот период несколько раз меняет название.
После двух неудачных сезонов в Шымкенте Козюлин подписывает контракт со столичным Женисом, с которым он дважды становится чемпионом и ещё один раз побеждает в кубке страны. Он покинул «Женис» в 2004 году, вернувшись в шымкентский клуб, который уже получил своё нынешнее название «Ордабасы».
В период с 2004 по 2010 годы он переходит в «Тараз», потом снова возвращается в «Ордабасы», не выигрывая ни одном из турниров. В 2010 году он присоединяется к карагандинскому «Шахтёру», однако, проведя всего девять матчей за этот клуб, покидает его.
С 2011 года начинает играть в новым шымкентском клубе «Тарлан» (через год команда сменит название на Кыран). Главным успех для Козюлина и команды произойдет в 2014 году, где команда займет второе место. С 2016 года Козюлин начнет работать тренером по физической подготовке в этом клубе.

### Сборная
В 2000 году Козюлин впервые был вызван в состав национальной сборной Казахстана на матч против сборной Палестины. Он играл в составе национальной команды до 2004 года.
| #  | Дата            | Место проведения                     | Соперник  | Голы | Счёт | Соревнование         |
| -- | --------------- | ------------------------------------ | --------- | ---- | ---- | -------------------- |
| 1. | 28 мая 2000     | Король Абдалла, Амман                | Палестина |      | 2-3  | ЧЗА 2000             |
| 2. | 10 декабря 2000 | Шейх Зайед, Абу-Даби                 | ОАЭ       |      | 5-2  | Товарищеский         |
| 3. | 17 апреля 2002  | Вентспилс, Вентспилс                 | Латвия    |      | 2-1  | Товарищеский         |
| 4. | 7 июля 2002     | Центральный, Алма-Ата                | Эстония   |      | 1-1  | Товарищеский         |
| 5. | 12 февраля 2003 | Национальный стадион, Аттард         | Мальта    |      | 2-2  | Товарищеский         |
| 6. | 9 октября 2004  | Фенербахче Шюкрю Сараджоглу, Стамбул | Турция    |      | 4-0  | Квалификация ЧМ-2006 |

## Достижения
«Тараз»
- Чемпион Казахстана: 1996

 «Женис»
- Чемпион Казахстана: 2000, 2001
- Кубок Казахстана: 2002